# Vilgot Schwartz
Vilgot Lennart Schwartz, född 11 mars 1936 i Göteborgs Gamlestads församling, död 26 januari 2019 i Härlanda distrikt, Göteborg, var en svensk fotbollsspelare.

## Karriär
I början av 1950-talet spelade Schwartz i Örgryte IS pojk- och juniorlag. Han debuterade i A-laget 1954 och spelade då som centerhalv. Schwartz var med och vann Division III 1954/1955 och därefter var han även med när ÖIS besegrade Landskrona BoIS i kvalet till Allsvenskan 1958. Schwartz gjorde sitt enda mål 1967 mot IFK Norrköping. Totalt spelade han 265 seriematcher i ÖIS, varav 182 matcher i Allsvenskan.
Schwartz spelade även fem U21-landskamper och en B-landskamp för Sverige.
Vilgot Schwartz är begravd på Kvibergs kyrkogård i Göteborg.